# 김은석
김은석(한국 한자: 金恩奭, 1972년 3월 14일 ~ )은 대한민국의 전 축구 선수이며, 포지션은 수비수였다.